# 前給制度
前給制度（まえきゅうせいど）は給与や賃金の前払いサービスの名称。

## 概要
銀行が契約した企業に対し、その企業の従業員本人（アルバイト含む）が要望すれば、本人が既に働いた分の給料を、給料日前の任意の時期に受け取ることができる給与前払いシステムである。
日本の労働基準法では第17条において労働することを条件とする前貸、前貸と賃金を相殺してはならない旨が定められているが（参照:労働条件#前借金相殺の禁止）、本サービスは既に働いたぶんの給金を給料の支払日前に受け取ることを可能としているため、前貸には当たらない。
一例として、日本マクドナルドの場合、毎月15日が給料支払い日となっている。この時、7営業日以上働いていれば、15日に支給される額の最大50%までを給料支払い日より前に受け取れる。この先の3か月分の給料を前貸ししてもらうようなことはできない（上述のように労働基準法17条違反）。
また、労働基準法第25条には「非常の場合の費用」として労働者から請求された場合には雇用企業は給料日前でも給料を支払わなければならないことが規定されている（参照:賃金#非常時払い）。

## 特許訴訟
プレスリリースは行われていないが、2005年6月に東京都民銀行(現きらぼし銀行)がビジネスモデル特許を取得している。
2007年7月2日に東京都民銀行は、三菱東京UFJ銀行が提供している仮払いASPサービス「SOッCA」に対し特許侵害として東京地裁に提訴した。
2008年6月6日には東京都民銀行が主張の一部を撤回し、2009年7月6日には特許侵害が無かったことが確認できたとし、東京都民銀行と三菱東京UFJ銀行の間で和解が成立している。

## 提供商品
- 前給 - きらぼし銀行[1][4]
- SOッCA - 三菱UFJ銀行、テイケイトレード[1][4]
- 即給 - 三井住友銀行、さくら情報システム、GMOペイメントゲートウェイ[1]
- フレックスチャージ - 三菱UFJ銀行[1][4]
- 速払いサービス - エーピーシーズ
- JOBPAY（旧・CYURICA） - ヒューマントラスト ※消費者金融会社との提携による貸付サービスとの批判もある。そのためか、2014年からは、セブン銀行のATMでの引き出しに対応した。